# NGC 6712
NGC 6712 is een bolvormige sterrenhoop in het sterrenbeeld Schild. Het hemelobject werd op 16 juni 1784 ontdekt door de Duits-Britse astronoom William Herschel.

## IC 1295
Iets minder dan een halve graad ten oostzuidoosten van NGC 6712 is de planetaire nevel IC 1295 te vinden.

## Synoniemen
- GCl 103